# Championnats d'Europe de judo 1991
Navigation
Édition précédente Édition suivante
Les championnats d'Europe de judo 1991 se sont déroulés à Prague, en Tchécoslovaquie, du 16 au 19 mai 1991, en ce qui concerne les épreuves individuelles. Les compétitions par équipes ont eu lieu aux Pays-Bas, les 25 et 26 octobre de la même année (voir article connexe).

## Résultats

### Hommes
| Épreuves                  | Or                 | Argent              | Bronze                                |
| ------------------------- | ------------------ | ------------------- | ------------------------------------- |
| poids super-légers -60 kg | Philippe Pradayrol | Pavel Kamrowski     | József Wagner Marino Cattedra         |
| poids mi-légers -65 kg    | Eric Born          | József Csák         | Martin Schmidt Ian Freeman            |
| poids légers -71 kg       | Stefan Dott        | Josef Vensek        | Christophe Gagliano Magomed-Bek Aliev |
| poids mi-moyens -78 kg    | Anthonie Wurth     | Johan Laats         | Krzysztof Kaminski Bashir Varaev      |
| poids moyens -86 kg       | Axel Lobenstein    | Giorgio Vismara     | Adrian Croitoru León Villar           |
| poids mi-lourds -95 kg    | Theo Meijer        | Georgi Gourgashvili | Stéphane Traineau Detlef Knorrek      |
| poids lourds +95 kg       | Henry Stoehr       | Serguei Kossorotov  | Rafał Kubacki David Douillet          |
| Toutes catégories         | Igor Bereznitski   | Bernd Von Eitzen    | Patrice Rognon Stefano Venturelli     |

### Femmes
| Épreuves                  | Or                  | Argent             | Bronze                                |
| ------------------------- | ------------------- | ------------------ | ------------------------------------- |
| poids super-légers -48 kg | Cécile Nowak        | Karen Briggs       | Yolanda Soler Giovanna Tortora        |
| poids mi-légers -52 kg    | Jessica Gal         | Loretta Doyle      | Alessandra Giungi Fabienne Boffin     |
| poids légers -56 kg       | Miriam Blasco       | Gooitske Marsman   | Catherine Arnaud Gudrun Hausch        |
| poids mi-moyens -61 kg    | Zsuzsa Nagy         | Frauke Eickhoff    | Yael Arad Susanne Profanter           |
| poids moyens -66 kg       | Isabelle Beauruelle | Kate Howey         | Chantal Han Emanuela Pierantozzi      |
| poids mi-lourds -72 kg    | Laëtitia Meignan    | Elisabeth Karlsson | Ulla Werbrouck Marion van Dorssen     |
| poids lourds +72 kg       | Beata Maksymow      | Claudia Weber      | Svetlana Gundarenko Angelique Seriese |
| Toutes catégories         | Monique van der Lee | Renata Szal        | Karin Kutz Natalina Lupino            |

## Tableau des médailles
| Rang | Nation           | Or | Argent | Bronze | Total |
| ---- | ---------------- | -- | ------ | ------ | ----- |
| 1    | Pays-Bas         | 4  | 1      | 3      | 8     |
| 2    | France           | 4  | 0      | 7      | 11    |
| 3    | Allemagne        | 3  | 3      | 4      | 10    |
| 4    | Union soviétique | 1  | 2      | 3      | 6     |
| 5    | Pologne          | 1  | 2      | 2      | 5     |
| 6    | Hongrie          | 1  | 1      | 1      | 3     |
| 7    | Espagne          | 1  | 0      | 2      | 3     |
| 8    | Suisse           | 1  | 0      | 0      | 1     |
| 9    | Royaume-Uni      | 0  | 3      | 1      | 4     |
| 10   | Italie           | 0  | 1      | 5      | 6     |
| 11   | Belgique         | 0  | 1      | 1      | 2     |
| 12   | Suède            | 0  | 1      | 0      | 1     |
| -    | Tchécoslovaquie  | 0  | 1      | 0      | 1     |
| 14   | Autriche         | 0  | 0      | 1      | 1     |
| -    | Israël           | 0  | 0      | 1      | 1     |
| -    | Roumanie         | 0  | 0      | 1      | 1     |

## Sources
- Podiums complets sur le site JudoInside.com.
- Podiums complets sur le site alljudo.net.
- Podiums complets sur le site Les-Sports.info.